# Hasse Borg
Hasse Kristian Borg (Örebro, 4 agosto 1953) è un ex calciatore svedese, di ruolo difensore.

## Palmarès

### Club

#### Competizioni nazionali
- Campionato svedese: 2

Malmö: 1986, 1988
- Coppa di Svezia: 2

Malmö: 1984, 1986